# Pedro Miguel Miranda Cunha
Pedro Miguel Miranda Cunha (sinh ngày 26 tháng 3 năm 1998) hay Joca, là một cầu thủ bóng đá người Bồ Đào Nha thi đấu cho Varzim S.C., ở vị trí tiền vệ.

## Sự nghiệp câu lạc bộ
Ngày 4 tháng 2 năm 2018, Joca có màn ra mắt cho Varzim trong trận đấu tại LigaPro 2017–18 trước Benfica B.